# Harry Powers
Harry Powers, nato Harm Drenth, ma noto anche come Cornelius O. Pierson e A. R. Weaver (Reiderland, 17 novembre 1893 – Moundsville, 18 marzo 1932), è stato un serial killer olandese naturalizzato statunitense.
Attirava le vittime attraverso inserzioni personali di "cuori solitari" in riviste, sostenendo di essere in cerca dell'anima gemella ma in realtà puntando al loro denaro. Uccise due vedove e tre figli di una di loro, prima di essere catturato, processato, condannato a morte e giustiziato.
Il romanzo del 1953 di Davis Grubb, La morte corre sul fiume (titolo originale: The Night of the Hunter), e la successiva versione cinematografica omonima, sono ispirate alle azioni di Powers. Il romanzo Quiet Dell (2013) della scrittrice americana Jayne Anne Phillips riprende il suo caso.

## Biografia

### Giovinezza
Harry Powers nacque a Reiderland il 17 novembre 1893. Emigrò dall'Olanda agli Stati Uniti con la famiglia all'età di diciotto anni. Essi si stabilirono dapprima a Cedar Rapids, nello Iowa, per poi trasferirsi, l 1926, nella Virginia Occidentale. Egli ambiva a un tenore di vita più elevato che non quello di un agricoltore immigrato, come era il padre, e si adoperò per sfruttare le opportunità di fare soldi che si presentavano negli Stati Uniti. Il suo certificato di morte evidenzia che egli non aveva mai prestato servizio militare.
Nel 1927 sposò Luella Strother, proprietaria di un negozio di drogheria e articoli per l'agricoltura, che aveva conosciuto rispondendo alla rubrica per "cuori solitari" di una rivista.
Sebbene sposato, decise di proseguire a cercare, e circuire, altre donne in cerca di un compagno e a questo scopo pubblicò numerose inserzioni con false informazioni su di sé. Gli risposero molte donne. Dati postali emersi successivamente rivelarono che egli riceveva da 10 a 20 lettere al giorno in risposta alle sue inserzioni. Powers costruì un garage e una serie di locali sottosuolo a casa sua, a Quiet Dell, nella Virginia Occidentale; più tardi si scoprì che questo garage era stata la scena dei suoi delitti, per i quali fu incarcerato.
Dopo il suo arresto, avvenuto nel 1931, la polizia scoprì attraverso le sue impronte digitali e le fotografie che era stato incarcerato precedentemente, con il suo nome originale, per furto con scasso nel 1921 e nel 1922 nella contea di Barron (Wisconsin). Sebbene non rinviato a giudizio, Powers fu sospettato nel 1928 di essere coinvolto nella scomparsa di Dudley C. Wade, un venditore di tappeti con il quale aveva lavorato in passato, e nel caso irrisolto dell'omicidio di Jane Doe a Morris, nell'Illinois.

### Gli omicidi
Usando lo pseudonimo di Cornelius O. Pierson, Powers cominciò a scrivere lettere ad Asta Eicher, vedova e madre di tre figli, che risiedeva a Park Ridge, nell'Illinois. Powers andò a trovare lei e i suoi figli, Greta, Harry e Annabel, il 23 giugno 1931 e poco dopo se ne andò con lei, stando via diversi giorni. I bambini erano stati affidati alle cure di certa Elizabeth Abernathy. Dopo alcuni giorni quest'ultima e i figli della Eicher ricevettero una lettera da "Pierson" che annunciava il suo prossimo arrivo per prendere i figli della Eicher e portarli dalla madre. Appena arrivato "Pierson" mandò il figlio nella banca ove la madre aveva un conto corrente, con un assegno a firma della medesima, per ritirare la somma in contanti, ma il figlio fece ritorno senza aver incassato nulla poiché la firma non corrispondeva a quella depositata in banca. "Pierson" partì allora subito con i ragazzi, dicendo ai vicini che avrebbero intrapreso un viaggio in Europa.
Qualche tempo dopo Powers corteggiò Dorothy Pressler Lemke, di Northborough nel Massachusetts, che stava cercando l'anima gemella tramite inserzioni. Egli la portò nello Iowa per sposarla e la persuase a ritirare 4000 dollari dal suo conto in banca. Lemke non si accorse che Powers, invece di inviare il denaro nello Iowa, dove diceva di abitare, lo aveva inviato all'indirizzo di Cornelius O. Pierson di Fairmont, nella Virginia Occidentale.
Asta Eicher, i suoi figli e Dorothy Lemke scomparvero senza lasciar traccia.
Gli omicidi di Powers cominciarono a venire alla luce il 26 agosto 1931, quando la polizia iniziò le indagini sulla scomparsa della Eicher e dei suoi figli. La polizia iniziò cercando di rintracciare le ultime persone che avevano avuto contatti con lei e Cornelius O. Pierson era uno di loro. La polizia non tardò a scoprire che nessuna persona di nome Cornelius Pierson viveva a Clarksburg, nella Virginia Occidentale, ma che la descrizione coincideva con quella di Harry Powers. Powers fu arrestato come sospettato e lo sceriffo Wilford B. Grimm ottenne un mandato per una perquisizione nella casa di Powers a Quiet Dell. Nella perquisizione della casa la polizia trovò la scena dei crimini in quattro locali sotto il garage. Furono rinvenuti vestiti insanguinati, capelli, un libretto degli assegni bruciato e una piccola impronta di piede insanguinata di un bambino. Abitanti della cittadina iniziarono ad arrivare alla casa per assistere alle indagini; uno di essi, un ragazzo di 15 anni, disse allo sceriffo che poco tempo prima Powers gli aveva chiesto di aiutarlo a scavare una buca nella sua casa. La polizia rimosse il materiale fresco posto sopra la buca e vennero alla luce i cadaveri di Asta Eicher, dei suoi figli e di Dorothy Lemke. Le autopsie rivelarono che le due ragazze e la madre erano state strangolate mentre il ragazzo ucciso con martellate al capo. Il cadavere di Lemke fu trovato con una cintura attorno al collo, che era servita per strangolarla. Nel bagagliaio dell'auto di Powers furono trovate delle lettere. Egli aveva risposto a parecchie donne con l'intenzione di rubare loro il denaro e poi ucciderle, come aveva fatto con le sue ultime vittime.

### Carcere e processo
Dopo il suo arresto, il 20 settembre 1931 una folla circondò la prigione della contea ove egli era incarcerato reclamando che egli venisse loro consegnato per linciarlo. I vigili del fuoco di Clarksburg dispersero la folla con idranti e gas lacrimogeni. I funzionari di polizia decisero di trasferire Powers nel penitenziario di Moundsville per metterlo al sicuro e calmare la gente.
Il processo a Powers si tenne nel teatro locale, a causa del gran numero di spettatori. Ebbe inizio il 7 dicembre 1931 e durò cinque giorni. Il 12 ottobre 1931 fu condannato all'impiccagione. Il giudice John Southern sentenziò:
(Sentenza del giudice John Southern al processo contro Harry Powers il 12 ottobre 1931)

### La morte
Il 18 marzo 1932 Powers fu accompagnato alla forca nel penitenziario di Moundsville per essere impiccato. Gli fu chiesto se voleva fare un'ultima dichiarazione, ma rifiutò. Il boia pose un cappuccio sul suo capo e alle 9 in punto del mattino fu premuto il bottone che provocò l'apertura della botola sotto i suoi piedi. Dopo undici minuti fu dichiarato il decesso dal medico del penitenziario e da un altro medico che aveva assistito all'esecuzione.